# 302年
| 千纪： | 1千纪                                                                                           |
| 世纪： | 3世纪 \| 4世纪 \| 5世纪                                                                         |
| 年代： | 270年代 \| 280年代 \| 290年代 \| 300年代 \| 310年代 \| 320年代 \| 330年代                       |
| 年份： | 297年 \| 298年 \| 299年 \| 300年 \| 301年 \| 302年 \| 303年 \| 304年 \| 305年 \| 306年 \| 307年 |
| 纪年： | 壬戌年（狗年）；西晋永宁二年，太安元年                                                          |

## 大事记
- 戴克里先皇帝迫害摩尼教教徒，戴克里先指控這些教徒是波斯的第五纵队。

## 逝世
- 陆机，中国书法家（261年出生，41岁）。
- 纳塞赫, 萨珊王朝君主。